# Herbeuval
Herbeuval je francouzská obec v departementu Ardensko v regionu Grand Est. V roce 2013 zde žilo 106 obyvatel.

## Poloha
Obec leží u hranic departementu Ardensko s departementem Meuse. Sousední obce jsou: Breux (Meuse), Margny, Sapogne-sur-Marche, Signy-Montlibert a Thonne-le-Thil (Meuse).

## Vývoj počtu obyvatel
Počet obyvatel 